# Fasis (pintor)
Fasis (en llatí Phasis, en grec antic Φα̂σις) fou un pintor grec.
És conegut per un epigrama de Corneli Longí inclòs a l'Antologia grega, on diu que va pintar un quadre del militar atenenc Cinègir, germà del poeta Èsquil, no tal com se'l solia representar, amb una mà tallada, sinó amb les dues mans. Segons l'epigramatista, un heroi com Cinègir havia de ser representat amb les dues mans, encara que n'hagués perdut una a la batalla de Marató. Se suposa que podria ser contemporani de Longí.